# Sous-région de Koillismaa
La sous-région de Koillismaa (finnois : Koillismaan seutukunta) est une sous-région de l'Ostrobotnie du Nord en Finlande. 
Au niveau 1 (LAU 1 ) des unités administratives locales définies par l'Union européenne elle porte le numéro 178.

## Municipalités
La sous-région de Koillismaa est composée des municipalités suivantes :
| Blason               | Municipalité               |
| -------------------- | -------------------------- |
| Kuusamon vaakuna     | Kuusamo (ville)            |
| Taivalkosken vaakuna | Taivalkoski (municipalité) |

## Population
Depuis 1980, l'évolution démographique de la sous-région de Koillismaa, au périmètre du 1er janvier 2017, est la suivante:
| Année     | 1980   | 1985   | 1990   | 1995   | 2000   | 2005   | 2010   |
| --------- | ------ | ------ | ------ | ------ | ------ | ------ | ------ |
| habitants | 23 095 | 23 664 | 23 785 | 24 282 | 22 856 | 21 841 | 20 951 |

## Politique
Les résultats de l'élection présidentielle finlandaise de 2018:
- Sauli Niinistö   56.3%
- Matti Vanhanen   15.7%
- Paavo Väyrynen   11.7%
- Laura Huhtasaari   5.9%
- Pekka Haavisto   5.1%
- Merja Kyllönen   2.9%
- Tuula Haatainen   2.2%
- Nils Torvalds   0.2%